# Смиљевац (Ивањица)
Смиљевац је насеље у Србији у општини Ивањица у Моравичком округу. Према попису из 2022. било је 66 становника. Стари назив насеља је Трђа (Трћа). У атару села се налази Манастир Ковиље.

## Прошлост
Године 1901. Смиљевац је село у саставу Ковиљске општине, среза Моравичког са седиштем у Ивањици. Село Смиљевац чине засеоци: Ковиље, Јевик, Стеник и Чекановић.

## Демографија
У насељу Смиљевац живи 60 пунолетних становника, а просечна старост становништва износи 54,76 година (53,03 код мушкараца и 57,11 код жена). У насељу има 33 домаћинства, а просечан број чланова по домаћинству је 2,00.
Ово насеље је великим делом насељено Србима (према попису из 2002. године), а у последњих шест пописа примећен је пад у броју становника.
|             | \| Демографија[4] \| Демографија[4] \| Демографија[4] \| \| Година \| Становника \| Становника \| \| -------------- \| -------------- \| -------------- \| \| 1948. \| 813 \| \| \| 1953. \| 854 \| \| \| 1961. \| 858 \| \| \| 1971. \| 637 \| \| \| 1981. \| 380 \| \| \| 1991. \| 243 \| 243 \| \| 2002. \| 165 \| 165 \| \| 2011. \| 116 \| \| \| 2022. \| 66 \| \| |            |
| Демографија | |            |
| Година      | Становника | Становника |
| 1948.       | 813 |            |
| 1953.       | 854 |            |
| 1961.       | 858 |            |
| 1971.       | 637 |            |
| 1981.       | 380 |            |
| 1991.       | 243 | 243        |
| 2002.       | 165 | 165        |
| 2011.       | 116 |            |
| 2022.       | 66 |            |

| Етнички састав према попису из 2002.‍ | Етнички састав према попису из 2002.‍ | Етнички састав према попису из 2002.‍ | Етнички састав према попису из 2002.‍ | Етнички састав према попису из 2002.‍ |
| ------------------------------------ | ------------------------------------ | ------------------------------------ | ------------------------------------ | ------------------------------------ |
|                                      |                                      |                                      |                                      |                                      |
| Срби                                 | Срби                                 |                                      | 164                                  | 99,39%                               |
| неизјашњени                          | неизјашњени                          |                                      | 1                                    | 0,61%                                |

| Година пописа     | 1948. | 1953. | 1961. | 1971. | 1981. | 1991. | 2002. |
| ----------------- | ----- | ----- | ----- | ----- | ----- | ----- | ----- |
| Број домаћинстава | 116   | 120   | 116   | 106   | 96    | 79    | 58    |

| Број чланова      | 1  | 2  | 3 | 4 | 5 | 6 | 7 | 8 | 9 | 10 и више | Просек |
| ----------------- | -- | -- | - | - | - | - | - | - | - | --------- | ------ |
| Број домаћинстава | 17 | 20 | 6 | 2 | 4 | 4 | 2 | 3 | 0 | 0         | 2,84   |

| Пол    | Укупно | Неожењен/Неудата | Ожењен/Удата | Удовац/Удовица | Разведен/Разведена | Непознато |
| ------ | ------ | ---------------- | ------------ | -------------- | ------------------ | --------- |
| Мушки  | 78     | 22               | 44           | 11             | 1                  | 0         |
| Женски | 64     | 8                | 43           | 13             | 0                  | 0         |
| УКУПНО | 142    | 30               | 87           | 24             | 1                  | 0         |

| Пол    | Укупно                    | Пољопривреда, лов и шумарство | Рибарство                            | Вађење руде и камена | Прерађивачка индустрија       |
| ------ | ------------------------- | ----------------------------- | ------------------------------------ | -------------------- | ----------------------------- |
| Мушки  | 61                        | 57                            | 0                                    | 0                    | 2                             |
| Женски | 34                        | 28                            | 0                                    | 0                    | 5                             |
| УКУПНО | 95                        | 85                            | 0                                    | 0                    | 7                             |
| Пол    | Производња и снабдевање   | Грађевинарство                | Трговина                             | Хотели и ресторани   | Саобраћај, складиштење и везе |
| Мушки  | 0                         | 0                             | 0                                    | 0                    | 0                             |
| Женски | 0                         | 0                             | 1                                    | 0                    | 0                             |
| УКУПНО | 0                         | 0                             | 1                                    | 0                    | 0                             |
| Пол    | Финансијско посредовање   | Некретнине                    | Државна управа и одбрана             | Образовање           | Здравствени и социјални рад   |
| Мушки  | 0                         | 0                             | 1                                    | 1                    | 0                             |
| Женски | 0                         | 0                             | 0                                    | 0                    | 0                             |
| УКУПНО | 0                         | 0                             | 1                                    | 1                    | 0                             |
| Пол    | Остале услужне активности | Приватна домаћинства          | Екстериторијалне организације и тела | Непознато            | Непознато                     |
| Мушки  | 0                         | 0                             | 0                                    | 0                    | 0                             |
| Женски | 0                         | 0                             | 0                                    | 0                    | 0                             |
| УКУПНО | 0                         | 0                             | 0                                    | 0                    | 0                             |